# 蔡家話
蔡家話，是一种主要分布在貴州西部的一种獨特語言，是未識別民族蔡家人的本族語言，目前瀕臨滅絕。

## 分类
上古汉语、瓦乡话、蔡家话和白语间的相似性被伍云姬、沈瑞清 (2010)指出。
郑张尚芳 (2010)认为白语和蔡家话形成汉藏语系下的白语支。:389–400
蔡家话还展现出和已灭绝的龙家语和卢人语的关系，但它们的记录太少，不足以进行详细分类。
作为对比，沙加尔(2011)将蔡家话和瓦乡话归在一类，它是湖南西北部一种汉语方言，:34:73是上古汉语分化出的各大后代中最早的一支。
沙加尔(2011)列出下列蔡家话和瓦乡话保留了的上古汉语特征：
- 上古汉语 *lˤ-&*lr- >蔡家话和瓦乡话l- (中古汉语定母d-)：*lˤiŋ“田”> 蔡家话len31、瓦乡话lɛ13“田”
- 上古汉语 *r- >蔡家话ɣ-和瓦乡话z- (中古汉语来母l-)：*mə.rˤək“来”> *rˤə > 蔡家话ɣɯ31、瓦乡话zɛ13“来”

沙加尔识别出经历了共同创新的两个词：
- “二”：蔡家话ta55、瓦乡话tso53，来自上古汉语*tsˤə(ʔ)-s “再”
- “奶”：蔡家话mi55、瓦乡话mi55，沙加尔(2011)认为不是汉语来源

## 分布

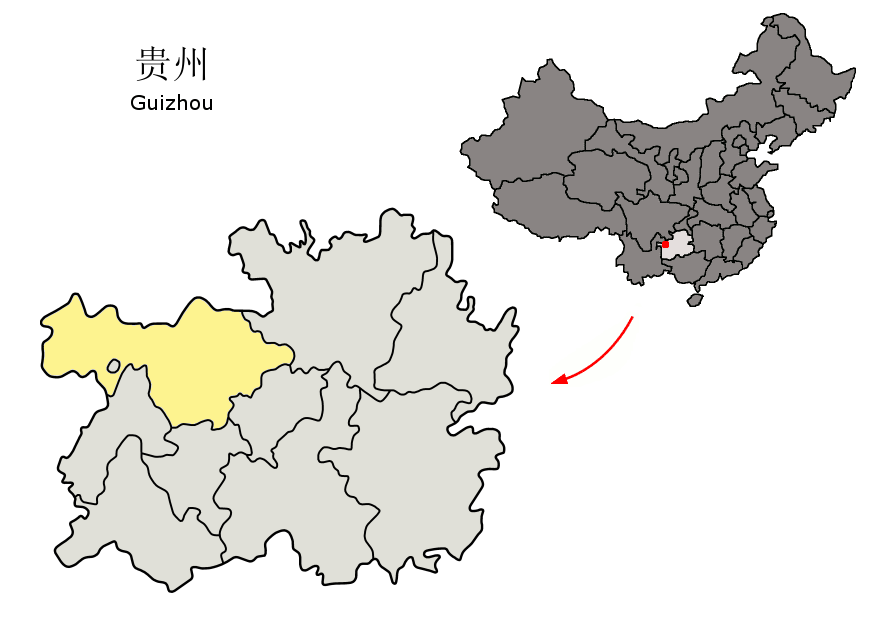
毕节市

"蔡家"民族成分调查报告(1983)报告了蔡家人分布在毕节市七星关区、大方县、黔西县、织金县, 纳雍县、威宁县和赫章县7个县，共有3100户的超过1.8万人。"蔡家"民族成分调查报告(1983)报告蔡家人在安顺市(400余人)、六盘水市(超过3500人)(分别在东南和西南)、云南西北昭通市昭阳区、彝良县和镇雄县也有分布。"蔡家"民族成分调查报告(1983)还包含赫章县蔡家话的语言学资料。
蔡家话使用者分布在毕节市下列地点。(薄文泽 2004)
- 赫章县兴发乡李家寨新营村
- 赫章县松林坡乡垭口村蔡家园
- 赫章县李家沟可乐乡
- 威宁县新发布依族乡

织金县以那架区有最多的蔡家人。"蔡家"民族成分调查报告(1983)还报告了织金县桂果区普翁公社白岩脚。
《六盘水市志：民族志》 (2003:182-183)列出蔡家人人口，共有4061人(1982)：
- 六枝特区：1720 (1981)；牛场、新场、黑塘
- 水城县: 2,296 (1982)；比德、化乐、青林、金盆
- 钟山县：德坞乡

在水城县，蔡家话仍在以下地点使用：
- 金盆乡叉河[12]
- 土角乡蔡家坡[12]
- 鼠场乡蔡家园[11]

在云南镇雄县，蔡家人分散在苏木村、串九、青杠、凉水、泼机、南台和五谷 (《镇雄县志》1986)。

### 方言
《蔡家的语言》(1982)列出蔡家话下面两种方言。《蔡家的语言》(1982)记录的蔡家话属于赫章县兴发区亮岩公社杨家寨。
1. 赫章县兴发区亮岩公社(包括主要数据点杨家寨)、野里公社和窝皮寸[23]
2. 威宁县龙场区开坪公社，邻近新发布依族乡)

《蔡家的语言》(1982)注释道，兴发蔡家话的韵母-an对应龙场蔡家话的-aŋ。
修至诚(2018)报告了威宁县羊街镇牛角井村一种之前未被记录的蔡家话方言。这种方言还分布在兴隆场村、牛吃水和发地。

### 名称与民族划分
蔡家人与卢人有关，他们被中国政府划为满族。卢人语和蔡家话都与龙家语有密切关系。蔡家话、龙家话和卢人话在贵州西部都有分布。
在威宁县，蔡家话使用者一般中国政府划为仡佬族(修至诚 2017)，而在赫章县则被分为白族 (Bo 2004)。
内名为门尼或门你的蔡家人在贵州普定县也有分布，1980年代在当地被分为仡佬族(周国炎 2004)。
在贵州织金县，蔡家人被当地苗族称作斯列，被当地彝族称作阿乌纳(《织金县志》 1997:166)。
蔡家人可被划为黑、白、青上水、下水、捍毡、抓抓、大头、乾乔巴、老虎、倮倮、削角(写果)和剪刀等支系。
历史上对蔡家人的称呼有“蔡家子”和“擀毡蔡家”。彝族称蔡家人为“沙阿乌”，苗族称蔡家人为“斯你”，其他民族也称他们为“写果”。
"蔡家"民族成分调查报告(1983:2-3)给出了下列蔡家人的外名与内名。
- 内名：门你(IPA：men31 ȵen33)
- 大方县和织金县彝族：阿武哪
- 水城县彝族：阿乌纳
- 威宁县彝族：阿武
- 威宁县苗语滇东北次方言：阿乌
- 纳雍县苗族：斯聂
- 普定县和织金县水族：楼慢
- 布依族：布慢
- 威宁县布依族：布阿武

## 語音

### 聲母
有30個聲母，塞音，塞擦音有全清次清全濁的對立，沒有複輔音。
|        |          | 唇音 | 齿龈音 | 腭化齿龈音 | 软腭音 |
| ------ | -------- | ---- | ------ | ---------- | ------ |
| 塞音   | 清不送气 | /p/  | /t/    |            | /k/    |
| 塞音   | 清送气   | /pʰ/ | /tʰ/   |            | /kʰ/   |
| 塞音   | 浊       | /b/  | /d/    |            | /g/    |
| 塞擦音 | 清不送气 |      | /ʦ/    | /ʨ/        |        |
| 塞擦音 | 清送气   |      | /ʦʰ/   | /ʨʰ/       |        |
| 塞擦音 | 浊       |      | /d͡z/   |            |        |
| 擦音   | 清       | /f/  | /s/    | /ɕ/        | /x/    |
| 擦音   | 浊       | /v/  | /z/    | /j/        | /ɣ/    |
| 鼻音   | 浊       | /m/  | /n/    | /ȵ/        | /ŋ/    |
| 边音   | 浊       |      | /l/    |            |        |

### 韻母
有單元音10個，另有若干后響複合元音，沒有塞音韻尾。
|        | 开尾 | 开尾 | 开尾 | 开尾 | 开尾 | 开尾 | 元音尾 | 元音尾 | 元音尾 | 元音尾 | 鼻音尾 | 鼻音尾 | 鼻音尾 |
| ------ | ---- | ---- | ---- | ---- | ---- | ---- | ------ | ------ | ------ | ------ | ------ | ------ | ------ |
| 开口呼 | ɿ    | ʅ    | ɯ    | a    | o    | e    | ai     | ei     | au     | əu     | an     | ən     | uŋ     |
| 齐齿呼 | i    |      |      | ia   |      | ie   |        |        | iau    | iəu    | ien    | in     | iuŋ    |
| 合口呼 | u    |      |      | ua   | uo   | ue   | uai    | uei    |        |        | uan    | uən    |        |

### 聲調
有四個聲調，分别是高平55、中平33、低降31、中升24，無連續變調。

## 詞彙
蔡家话的斯瓦迪士核心詞列表中有大量與古漢語同源的詞，另有一些和壯侗語族藏緬語族苗瑤語族差別都很大的來源不明的基本詞彙。

## 語法
是典型的分析語，語序為SVO（主謂賓）。